# Lysichiton
Lysichiton é um género de aráceas, do tipo vulgarmente designado por jarros. Existem duas espécies.

## Espécies
- Lysichiton americanum
- Lysichiton camtschatcensis